# Albert Wigand
Julius Wilhelm Albert Wigand (Treysa, atual Schwalmstadt, 21 de abril de 1821 — Marburg, 22 de outubro de 1886) foi um botânico alemão.